# Joaquín Caparrós
Joaquín Caparrós (Utrera, Sevilla, 15. listopada 1955.) španjolski je nogometni trener i bivši nogometaš. Trenutačno je bez kluba.
U karijeri je bio trener mnogih momčadi poput Villarreala, Seville, Deportiva i Levantea. Mnogi nogometni poznavatelji tvrde da je ovaj stručnjak započeo stvaranje uspješne momčadi Seville koja je ostvarila velike uspjehe u sezonama 2005./06. i 2006./07. pod vodstvom Juande Ramosa.